# Marjan, Split
Marjan je hrib in rt na koncu polotoka mesta Split, drugega največjega mesta na Hrvaškem. Pokrit je z gostim mediteranskim borovim gozdom in popolnoma obdan z mestom na vzhodu ter morjem. Meščani so ga prvotno uporabljali kot park že v 3. stoletju, sedaj pa je priljubljena vikend izletniška destinacija in rekreacijski center mesta. Je tudi kraj s številnimi plažami in tekaškimi potmi, teniškimi igrišči ter mestnim živalskim vrtom. Na vrhu polotoka je Inštitut za oceanografijo in ribištvo (hrvaško Institut za oceanografiju i ribarstvo, IZOR).
Marjan je visok 178 m in ponuja pogled na celotno mesto, okoliške otoke ter bližnje gore Mosor in Kozjak. Plaži Kašjuni in Benin se nahajata ob vznožju hriba Marjan.